# گاه‌شماری رویدادهای تاریخی ارمنستان

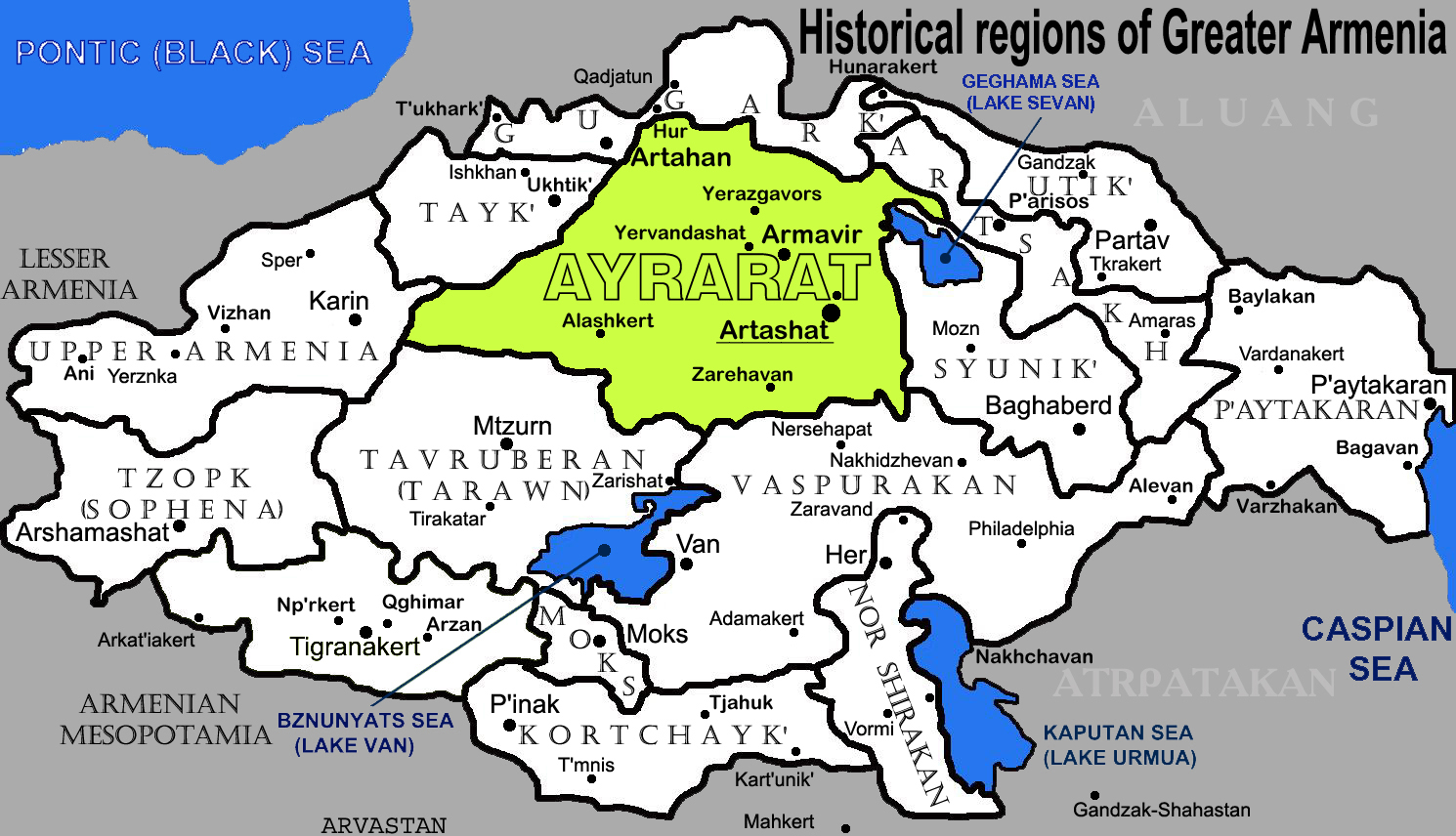
استان‌های تاریخی ارمنستان بزرگ

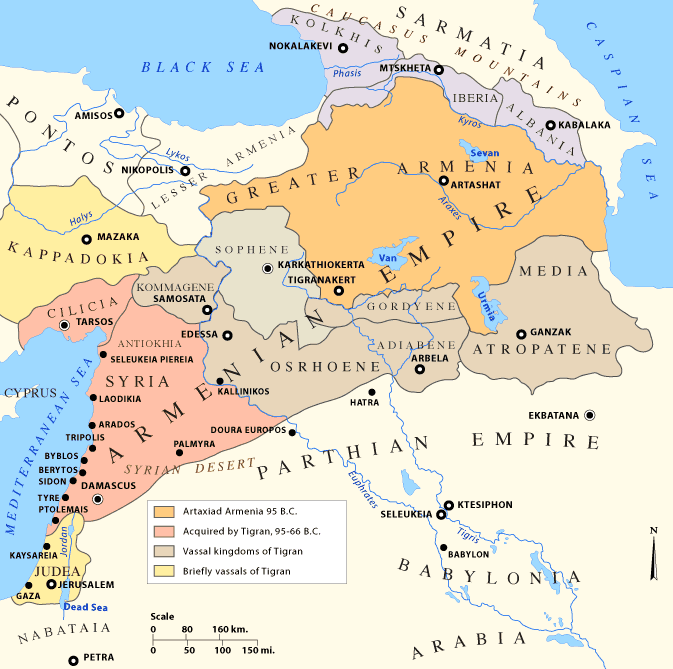
نقشه ارمنستان در دوران تیگران بزرگ

گاهشماری رویدادهای تاریخی ارمنستان

## سده۲۳ (پیش از میلاد)
- هایک (اسطوره) خلق ملت ارمنی در سرزمین آیراراد

## سده ۹ (پیش از میلاد)
- تأسیس پادشاهی اورارتو توسط آرامٍ (آرامو). (۸۴۴ تا ۸۵۸ پیش از میلاد)
- حکومت ساردوری یکم کسی که توانست شهر توشپا را بنا نهد. (۸۲۸ تا ۸۴۴ پیش از میلاد)
- حکومت منوآ کسی که توانست دشت آرارات را فتح نماید. (۷۸۵ تا ۸۱۰ پیش از میلاد)

## سده ۸ (پیش از میلاد)
- حکومت آرگیشتی یکم کسی که امپراتوری ارمنستان را تأسیس نمود. (۷۵۳ تا ۷۸۵ پیش از میلاد)
- ساخت قلعه‌های اربونی توسط آرگیشتی یکم و انتخاب به عنوان پایتخت کشور ارمنستان (ایروان کنونی). (۷۸۲ پیش از میلاد)

## سده ۶ (پیش از میلاد)
- غلبه بر پادشاهی اورارتو توسط شاهنشاهی ماد. (۵۸۵ پیش از میلاد)
- ضمیمه کردن خاک ارمنستان به امپراتوری ایران توسط داریوش بزرگ. (۵۱۲ پیش از میلاد) و آوردن نام ارمنستان برای اولین بار در سنگ نبشته بیستون ارمنستان هخامنشی

## سده ۵ (پیش از میلاد)
- تأسیس حکومت دودمان اروندی توسط یرواند یکم. (۴۰۱ پیش از میلاد)

## سده ۴ (پیش از میلاد)
- حمله اسکندر به داریوش سوم شکست دادن آن پادشاه و استقلال دوباره ارمنستان. (۳۳۱ پیش از میلاد)

## سده ۲ (پیش از میلاد)
- آرتاشس اول، تأسیس پادشاهی جدید به نام دودمان آرتاشسی و ایجاد شهری جدید به نام آرتاشات. (۱۹۰ پیش از میلاد)

## سده ۱ (پیش از میلاد)

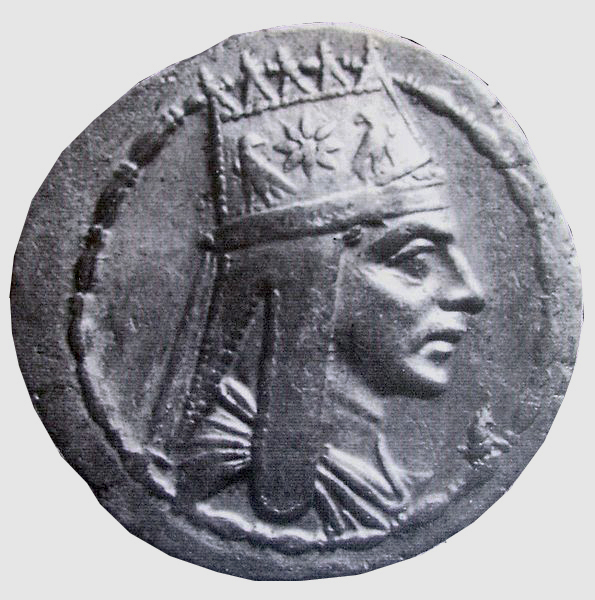
تیگران بزرگ

- قدرت گرفتن تیگران دوم (تیگران بزرگ). (۹۵ پیش از میلاد)
- تهاجم به کاپادوکیه. (۹۳ پیش از میلاد)
- فتح آتروپاتکان و اسروئن و کردوئنه (به ارمنی کورچایک) توسط تیگران بزرگ. (۸۸ پیش از میلاد)
- فتح سوریه و کیلیکیه و فنیقی‌ها توسط تیگران بزرگ. (۸۳ پیش از میلاد)
- ارتش تیگران و نبرد تیگراناکرت بر ضد لوکولوس. (۶۹ پیش از میلاد)
- هجوم پومپه بر ارمنستان. (۶۶ پیش از میلاد
- مرگ تیگران بزرگ و انتقال پادشاهی به آرتاواز دوم. (۵۵پیش از میلاد)

## سده ۱ (میلادی)
- پایان حکومت دودمان آرتاشسی
- تیرداد یکم و تأسیس سلسله اشکانی ارمنستان

## سده ۳ (میلادی)
- دفع تهاجم ساسانی توسط تیرداد دوم
- آغاز سلطنت تیرداد سوم

## سده ۴ (میلادی)
- ارمنستان اولین دولتی است که مسیحیت را به عنوان دین رسمی به رسمیت می‌شناسد. در زمان تیرداد سوم مسیحیت به عنوان دین رسمی کشور ارمنستان می‌شود.

## سده ۵ (میلادی)

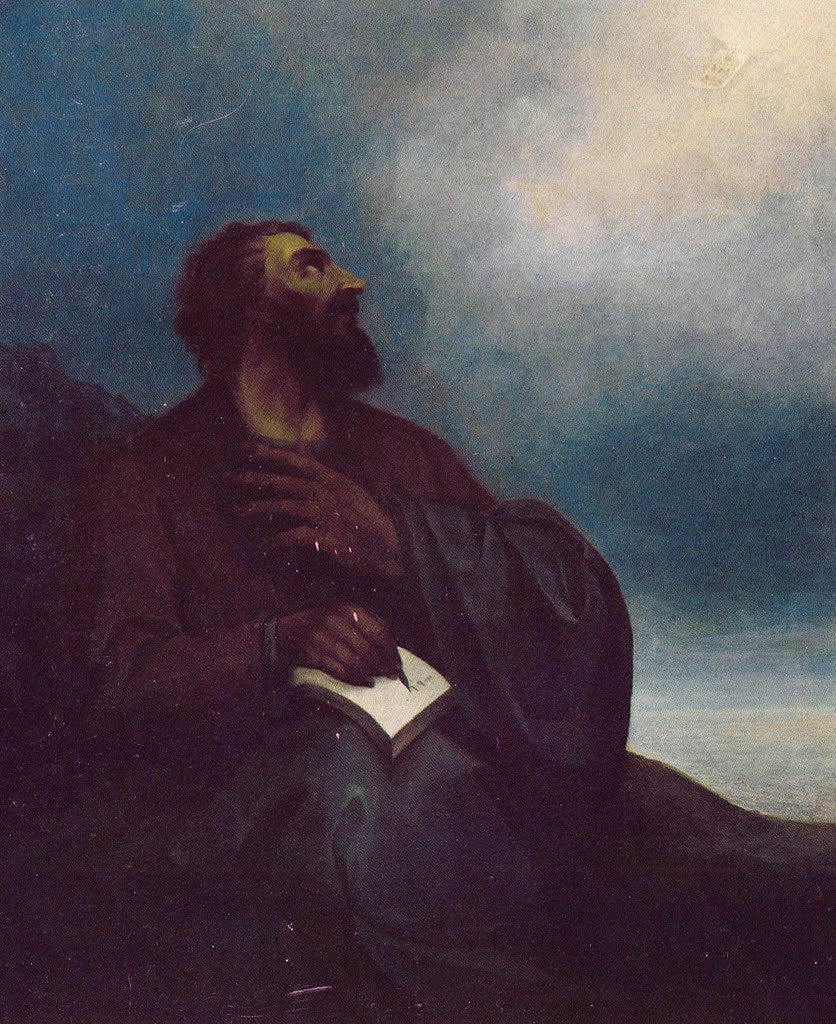
مسروب ماشتوتس

- اختراع الفبای ارمنی توسط مسروب ماشتوتس
- پایان حکومت سلسله اشکانی ارمنستان
- نبرد آوارایر، به رهبری وارتان مامیکونیان برای حفظ دین مسیحیت در ارمنستان

## سده ۹ (میلادی)
- آشوت یکم و تأسیس دودمان باگراتونی

## سده ۱۰ (میلادی)

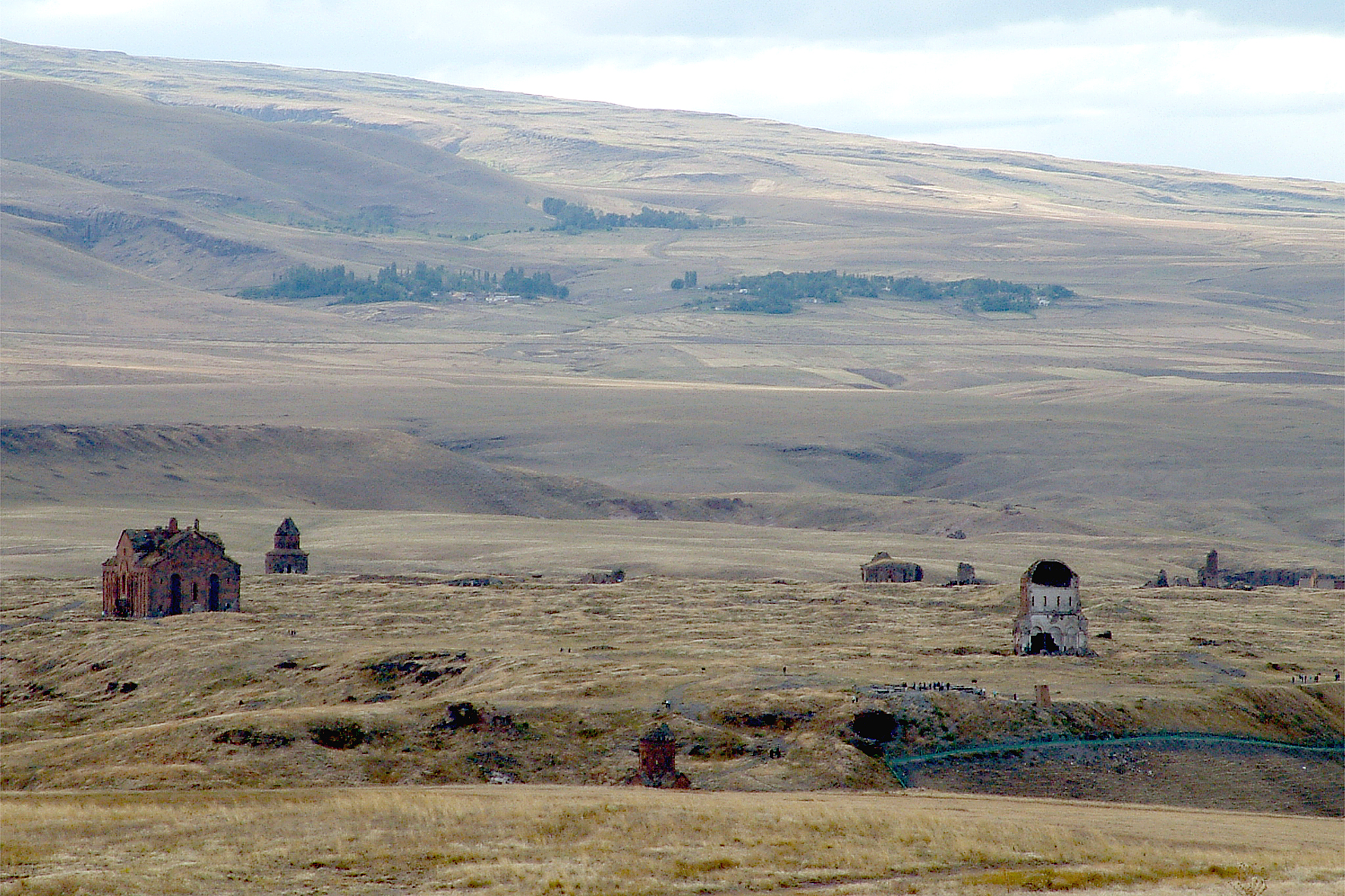
ویرانه‌های شهر باستانی ارمنی آنی

- آشوت سوم و انتخاب آنی به عنوان پایتخت کشور ارمنستان

## سده ۱۲ (میلادی)
- نفوذ ترکان سلجوقی به فلات ارمنستان (ارمنستان سلجوقی)
- ظهور خاندان زاکاریان و ایجاد ارمنستان زاکارید
- ظهور پادشاهی و ارمنستان جدید (پادشاهی ارمنی کیلیکیه)
- ظهور حکومت جدید به نام دودمان هتومی در کیلیکیه

## سده ۱۳ (میلادی)
- ظهور حکومت جدید به نام دودمان لوزینیان در کیلیکیه

## سده ۱۶ (میلادی)
- نفوذ صفویان در ارمنستان فتح آن کشور. (۱۵۰۲م)
- نبرد بین صفویان و امپراتوری عثمانی بر سر ارمنستان. (۱۵۱۴م)
- اشغال ارمنستان توسط سلیم یکم. (۱۵۲۰م)
- سری دوم جنگ‌های بین صفویان و دولت عثمانی در ارمنستان. (۱۵۳۲م تا ۱۵۵۵م)
- ایجاد صنعت چاپ ارمنی در استانبول. (۱۵۶۷م)

## سده ۱۷ (میلادی)
- نبرد شاه عباس بزرگ و عثمانی و کوچ هزاران ارمنی به ایران توسط شاه عباس نابودی و آتش زدن شهرها و روستاهای ارمنستان و ایجاد خانات ایروان و خانات نخجوان به عنوان دولت‌های دست نشانده. ۱۶۰۵م)

## سده ۱۸ (میلادی)
- تولد سایات‌نووا (شاه نغمه‌ها) بزرگترین موسیقی دان ارمنی. ۱۷۱۲م)

## سده ۱۹ (میلادی)
- عهدنامه گلستان میان امپراتوری روسیه و قاجاریان ۱۸۱۳)
- قشون روس، ایروان را تصرف کرد. (اول اکتبر ۱۸۲۷)
- عهدنامه ترکمنچای منعقد شد. (دهم فوریه ۱۸۲۸)
- پیمان سن استفانو میان امپراتوری روسیه و امپراتوری عثمانی منعقد گردید. (۱۹ فوریه ۱۸۷۸)
- عهدنامه برلین منعقد شد. (اول ژوئیه ۱۸۷۸)
- دولت تزار مدارس ارمنی را در قفقاز تعطیل کرد. (۱۸۸۵م)
- حزب فدراسیون انقلابی ارمنی (داشناکسوتیون) در تفلیس بنیان نهاده شد. (۱۸۹۰م)
- عبدالحمید دوم قشون مجزای کرد (مردم کرد) را تحت عنوان حمیدیه تشکیل داد که مأموریت آنان کشتار ارامنه و آشوری‌ها بوده است. (۱۸۹۰ تا ۱۸۹۱م)
- کشتار ارمنیان روستای ارمنی ساسون توسط قشون ترک. (۱۸۹۴م)
- کشتارهای جمعی ارمنی‌ها در نواحی ارمنستان غربی توسط دولت عثمانی. (۱۸۹۵ تا ۱۸۹۶م)

## سده ۲۰ (میلادی)
|                                        |  |  |
| پرچم و نشان ملی اولین جمهوری ارمنستان. |  |  |

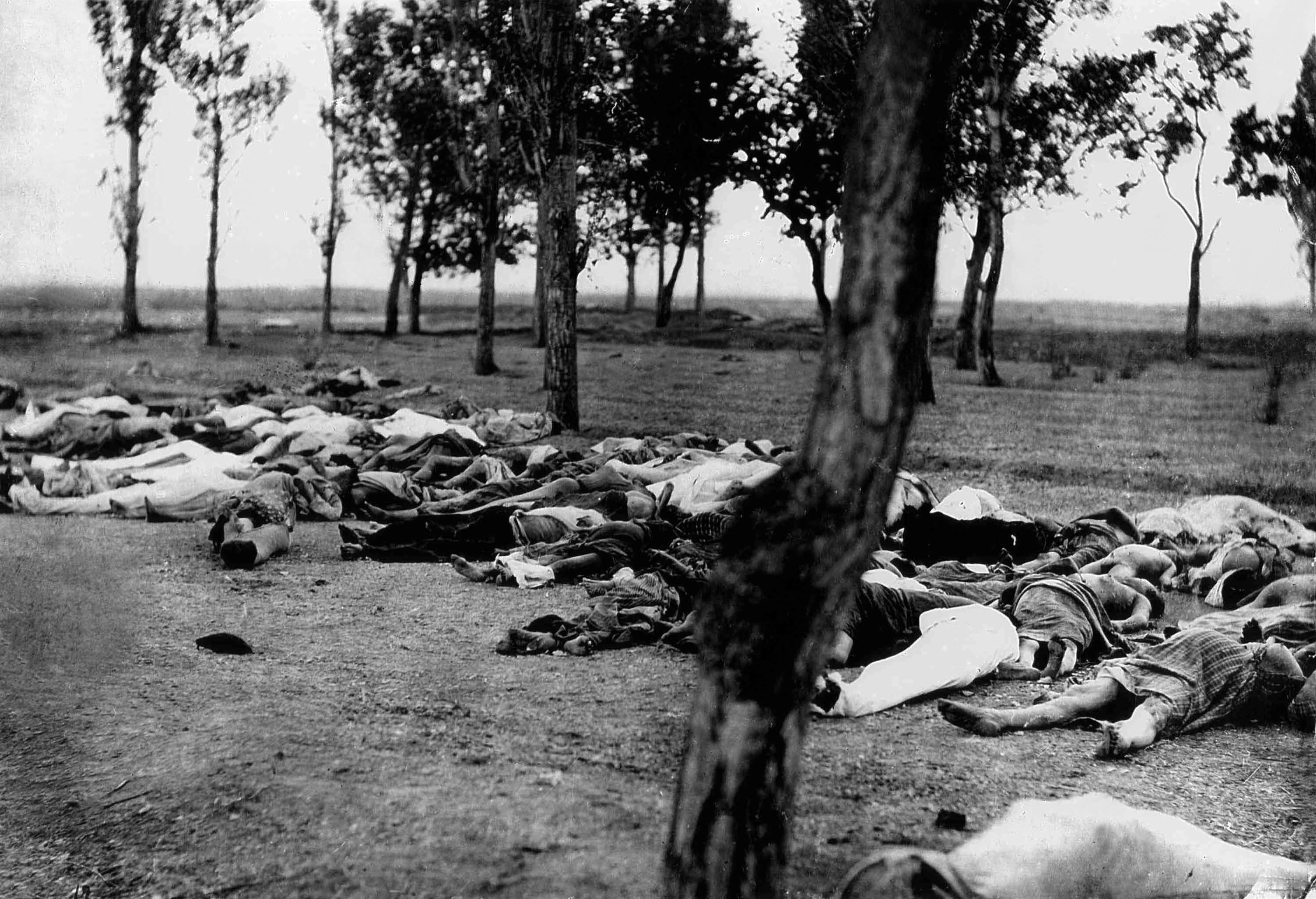
نسل‌کشی ارمنی‌ها توسط دولت ترکیه

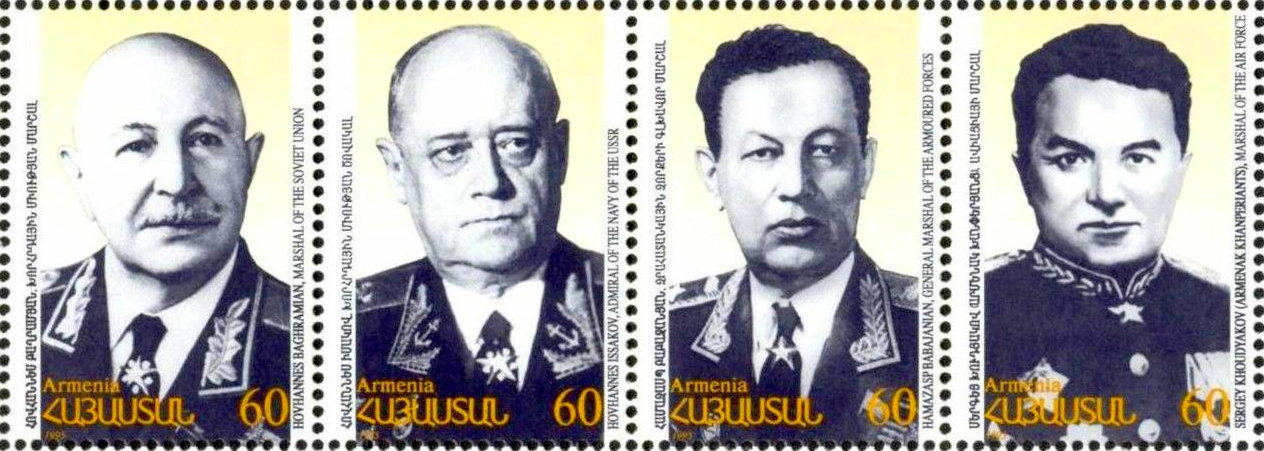
ژنرال‌های ارمنی در جنگ جهانی دوم شرکت نمودند. مارشال ایوان باقرامیان، رئیس ستاد نیروی دریایی هوْوانس ایساکُو، رئیس نیروهای مکانیزه مارشال هامازاسپ باباجانیان، مارشال آرمناک خانفریانس فرمانده ارشد هوانیروز

- قانون دولت تزاری در مورد مصادره اموال کلیسای ارمنی. (۱۲ ژوئن ۱۹۰۳)
- قیام ارمنی‌های قفقاز جنوبی علیه سیاست ضد ارمنی تزار. (۱۹۰۳م)
- کشتار اهالی ارمنی شهر آدانا توسط نیروهای ترک. (۱۹۰۹م)
- عملیات جنگی ساری قامیش، شکست ارتش ترکیه. (۱۹۱۴–۱۹۱۵م)
- دفاع قهرمانانه اهالی ارمنی وان در مقابل ارتش ترکیه. (۶ مه ۱۹۱۵)
- تبعید و قتل متفکرین ارمنی استانبول توسط حکومت ترکیه، (۲۴ آوریل ۱۹۱۵)
- شروع نسل‌کشی ارمنیان توسط حکومت ترکیه. (۱۹۱۵ تا ۱۹۱۶م)
- نبرد قهرمانانه سارداراباد و شکست قشون ترکیه. (۲۲ تا ۲۶ مه ۱۹۱۸)
- نبرد قهرمانانه قره کلیسا و شکست قشون ترکیه، (۲۵ تا ۲۸ مه ۱۹۱۸)
- تشکیل اولین جمهوری ارمنستان. در (۲۸ مه ۱۹۱۸)
- عقد معاهده سور. ۱۹۲۰م
- جنگ ارمنستان–ترکیه. ۱۹۲۰م
- تشکیل جمهوری سوسیالیستی ارمنستان شوروی. (۲۰ نوامبر ۱۹۲۰)
- اولین مهاجرت ارامنه خارج به ارمنستان شوروی آغاز گردید. ۱۹۲۱م)
- کومیتاس وارداپت در پاریس درگذشت (۲۲ اکتبر ۱۹۳۵)
- یقیشه چارنتس در «بیمارستان زندان ایروان» به طرز مشکوکی درگذشت. (۲۷ نوامبر ۱۹۳۷)
- شروع جنگ جهانی دوم و شرکت هزاران ارمنی در جنگ. (۱۹۳۹م)
- گارگین نژده در مسکو در گذشت. (۲۱ دسامبر ۱۹۵۵)
- آوتیک ایساهاکیان در ایروان در گذشت. (۱۷ اکتبر ۱۹۵۷)
- آرام خاچاتوریان در مسکو در گذشت. (۱ مه ۱۹۷۸م)
- هوانس شیراز در ایروان در گذشت. (۲۴ مارس ۱۹۸۴)
- پارلمان اروپا، نسل‌کشی ارمنی‌ها را به رسمیت شناخت، و انکار ترکیه را محکوم کرد. (۱۸ ژوئن ۱۹۸۷)
- کشتار ارامنه سومقاییت توسط شورشیان آذربایجانی (کشتار سومقاییت). (۲۷ تا ۲۹ فوریه ۱۹۸۸)
- زمین‌لرزه اسپیتاک. (۷ دسامبر ۱۹۸۸)
- قتل‌عام ارامنه گنجه توسط نیروهای آذربایجانی (قتل‌عام گنجه). (نوامبر ۱۹۸۸)
- شروع جنگ قره باغ (فوریه ۱۹۸۸)
- قتل‌عام ارامنه باکو توسط سربازان جمهوری آذربایجان (قتل‌عام باکو). (۱۹۹۰م)
- فروپاشی دولت شوروی و استقلال ارمنستان و تشکیل جمهوری مستقل ارمنستان. (۲۱ سپتامبر ۱۹۹۱)
- کشتار ارامنه ماراقا توسط نیروهای آذربایجانی (کشتار ماراقا). (آوریل ۱۹۹۲)